# 테드 디비아시 주니어
테드 디비아시 주니어(Ted DiBiase Jr )는 본명은 시어도어 마빈 디비아시 주니어(Theodore Marvin DiBiase Jr. 1982년 11월 8일 ~ )는 미국의 프로레슬러다. 플로리다주에서 태어났다. 형제들인 마이크 디비아시 주니어, 브렛 디비아시는 모두 프로레슬링선수다. 2006년 프로레슬링 입문했다. 할아버지인 "아이언" 마이크 디비아시와 아버지인 "밀리언 달러맨" 테드 디비아시 또한 프로레슬링선수였다. 피니쉬는 아버지의 밀리언 달러 드림(코브라 클러치) 자세에서 슬램 형식으로 변형시킨 기술인 드림 스트리트와 드림 클러셔로 사용한다.

## 신체 사항
- 키: 185cm
- 몸무게: 107kg

## 수상
- FCW 사우던 헤비웨이트 챔피언 1회
- 퓨전 프로레슬링 태그팀 챔피언 1회 - 마이클 디바이시
- WWE 밀리언 달러 챔피언 1회
- WWE 월드 태그팀 챔피언 (구 버전) 2회 - 코디 로즈